# Batalla de Cartagena de Indias (1586)
La Batalla de Cartagena de Indias (1586) o la Captura de Cartagena de Indias fue una acción militar librada del 9 al 11 de febrero de 1586, de la Guerra Anglo-Española que consistió en el secuestro por parte de Inglaterra de la ciudad española de Cartagena de Indias gobernada por Pedro de Bustos en el Territorio continental americano. Los ingleses fueron dirigidos por Francis Drake. La incursión consistió en una suerte de "guerra de guerrillas" en su versión naval: Inglaterra concentraba fuerzas navales no necesariamente excesivas, pero sí suficientes como para asaltar por sorpresa cualquier lugar insuficientemente defendido. Hasta ese momento, a lo largo de los miles de kilómetros de costas indefensas, España aún no había realizado grandes fortificaciones. Si bien la fuerza naval inglesa podía tener capacidad para desequilibrar el choque a su favor durante un tiempo, después era incapaz de consolidar lo logrado debiendo abandonar la zona antes de que se pudiera organizar la reacción española. En esta acción, los soldados ingleses saquearon la ciudad durante más de dos meses exigiendo un rescate para adelantar su marcha.

## Orígenes
La guerra no había sido declarada aunque Isabel I había firmado  el Tratado de Nonsuch en apoyo a los protestantes holandeses rebeldes en su guerra contra España. Por su parte, la corona española había prometido al papa luchar contra el protestantismo. La Reina de Inglaterra, a través de Francis Walsingham ordenó a Drake que encabezara una expedición para atacar en alguna zona de las extensísimas costas americanas del imperio español. Navegando desde Plymouth, Inglaterra,  en noviembre de 1585, el primer objetivo fue Santo Domingo que fue atacado en 1586 y rescatado a cambio de 25.000 ducados. Drake, que había asaltado el puerto de Cartagena una década antes, decidió que este importante lugar era el próximo objetivo.

### Preparativos
El gobernador don Pedro Fernández de Busto había sido advertido desde un barco que había zarpado rápido desde la ciudad de Santo Domingo que su ciudad sería la siguiente. Decidió que todo lo de valor debía ser transportado tierra adentro, mientras que la ciudad misma era evacuada de todos los no combatientes. Don Pedro Fernández pidió refuerzos de otros asentamientos cercanos, se reunió la milicia de Cartagena y se prepararon las defensas.

### Cartagena de indias
Cartagena se encontraba en la costa y estaba bien protegida de un ataque en el lado del mar. Entre Cartagena y tierra firme se había cavado un foso lleno de agua de mar, atravesado por el puente fortificado de San Francisco. Al este, los pantanos separaban la ciudad de las colinas del continente cubiertas de jungla. La ciudad misma se encontraba sobre la base de una estrecha lengua de arena en forma de S llamada La Caleta, que dividía el puerto exterior del Caribe y que terminaba en el Canal de Boca Grande. De Busto decidió concentrar el grueso de sus fuerzas en La Caleta y ordenó que se construyera una línea de trincheras.

### Defensas
Las defensas navales de Cartagena incluían dos galeras bien armadas tripuladas por un total de 300 hombres bajo el mando directo de Don Pedro Vique y Manrique, quien también se desempeñó como asesor militar del gobernador. Fue asistido por sus dos subordinados, el Capitán Juan de Castañeda en el Santiago y el Capitán Martín Gonzales en el Ocasión, y una galera que, aunque no apta para navegar, estaba anclada en el puerto para apoyo. Estas galeras darían fuego de apoyo en La Caleta. En tierra, un fuerte de piedra, El Boquerón con ocho cañones, estaba guarnecido por unos 200 hombres al mando del Capitán Pedro Mexia Mirabel, custodiaba el paso al Interior. La defensa principal consistía en una fuerza de hasta 570 regulares y milicianos que protegían la ciudad misma (100 de ellos piqueros), apoyados por una tropa de 54 lanceros montados al mando del Capitán Francisco de Carvajal, y un unidad de hasta 300 aliados indios, equipados con arcos y flechas envenenadas. Estos fueron apoyados por un puñado de regulares españoles que se desempeñaron como oficiales e instructores.

## Batalla
Drake apareció frente a Cartagena durante la tarde del 9 de febrero de 1586 y como el pasaje de Boca Grande no estaba fortificado, sus barcos lo atravesaron en columna, con el Elizabeth Bonaventure a la cabeza. Los barcos ingleses echaron anclas en el extremo norte del puerto exterior después de navegar más allá de la entrada, un poco más allá del alcance de los cañones españoles que custodiaban el canal de Boquerón. Drake envió a Martin Frobisher hacia adelante para sondear las defensas utilizando botes pequeños y pinazas, pero pronto se toparon con una cadena de barriles flotantes que les cerraron el paso y además el intenso fuego de El Boquerón obligó a su eventual retirada. Drake coincidió con Christopher Carleil, comandante de las tropas inglesas, en que la mejor oportunidad de capturar la ciudad era avanzando por La Caleta.

### Desembarco
A medianoche del 9 de febrero, las tropas subieron a los botes y al día siguiente, unos 1.000 soldados y marineros ingleses desembarcaron mientras tanto, Drake organizaba una operación de distracción.

### Asalto
Cuando los ingleses se trasladaron a las posiciones españolas, una batería de cuatro cañones pesados cubrió los accesos, y Carleill pudo ver que las dos galeras españolas se colocaban en posición. Al menos 300 milicianos españoles y 200 aliados indios se alinearon en las defensas al tiempo que las galeras empezaron a abrir fuego Al ver que las galeras españolas disparaban demasiado alto, Carleill dio la orden de cargar, gritando "¡Dios y San Jorge!" y después de algunos combates en los que los piqueros ingleses avanzaron, asaltaron el extremo de las defensas que da al mar. Algunas de las columnas inglesas atacaron los terraplenes desde el flanco, envolviendo las defensas a medida que avanzaban y obligando a los defensores a protegerse en el interior de la ciudad. 

### Colapso español
Mientras tanto, las dos galeras y la galera que defendían el Puerto Interior, y la guarnición del Capitán Mirabel en El Boquerón seguían en acción. Don Pedro Vique a bordo del Santiago se acercó de inmediato a la playa y desembarcó al frente de una tropa de caballería, llevada a bordo como fuerza de ataque móvil. Sin embargo, los ingleses rechazaron esto y Vique no pudo evitar la derrota, y él y sus hombres se vieron obligados a regresar a sus barcos. Mientras tanto, tras el derrumbe de las defensas, el capitán Castañeda del Santiago intentó apoyar a los defensores del puente de San Francisco desembarcando tropas. La mayoría de sus hombres simplemente se unieron a la derrota después de que los ingleses amenazaran con cortarlos, y luego lo obligaron a varar su galera bajo los cañones de El Boquerón y le prendieron fuego. El capitán González del Ocasión intentó cruzar la botavara. y escapar hacia el puerto exterior, pero el pánico se produjo después de que el fuego de cañón inglés prendió fuego a la cocina y también quedó varado debajo de El Boquerón. Los españoles de las galeras lograron huir junto con sus galeras; la galera estática fue capturada intacta cuando los soldados ingleses lograron rodearla.
El fuerte de El Boquerón era la única defensa española aún intacta y fue bombardeada desde La Caleta y por los barcos ingleses que aún se encontraban en el canal de Boquerón. El capitán Pedro Mexia Mirabel y sus defensores, sin embargo, se escabulleron la noche siguiente, lo que significó que al amanecer del 11 de febrero la ciudad y algunos de sus alrededores estaban en manos inglesas. Los marineros ingleses también lograron capturar seis barcos que permanecieron en el Puerto Interior el mismo día y la batalla terminó.

### Resultados
Las bajas fueron escasas en ambos lados; Los soldados de Carleill habían perdido solo 28 hombres, aunque al menos 50 más habían resultado heridos. Las pérdidas españolas fueron aún menores: apenas nueve hombres murieron y otros 35 resultaron heridos. Drake había capturado a casi 250 españoles, incluidos muchos hombres importantes de la ciudad, uno de los cuales era Alonso Bravo, un capitán español que se había rendido en el mercado de la ciudad. Drake había capturado más de sesenta cañones, e inmediatamente ordenó a sus carpinteros y artilleros para reparar sus carruajes y emplazarlos donde pudieran para cubrir los accesos terrestres a la ciudad. La galera española había sido capturada y los restos de las galeras carbonizadas en la playa fueron despojados de todo lo valioso.

## Ocupación
Drake estableció su cuartel general en la casa del herido Alonso Bravo y planeaba retener la ciudad hasta que pudiera negociar un rescate. Mientras tanto, los soldados ingleses se dedicaron al saqueo de la ciudad.Las negociaciones para poner fin al secuestro de la ciudad y de sus habitantes comenzaron el 15 de febrero. Drake empezó exigiendo un rescate de 400.000 pesos mientras que los españoles ofrecieron 25.000. Drake sabía que la negociación tenía un tiempo límite antes de que se organizara la reacción española así que, tal y como como había hecho en Santo Domingo, amenazó con quemar toda la ciudad empezando a hacerlo casa por casa. Cuando se llegó a la cifra de 250 casas quemadas, el rescate del resto se fijó en 107.000 pesos. Con una táctica parecida, logró extorsionar a personas de las que sabía podría obtener beneficios.

### Fin
El 27 de febrero, Drake convocó a un consejo de guerra para decidir qué hacer con la ciudad, si bien, el resultado fue el mismo que se repetiría en cada uno de los demás ataques corsarios y piratas: era posible conquistar un territorio pero no era posible mantenerlo.
Los ingleses cargaron en sus barcos todo lo que encontraron de valor incluidos 500 esclavos, sumando un beneficio estimado de unos 500.000 pesos.

## Secuelas
Drake finalmente zarpó de la ciudad el 12 de abril. El temor de Drake a la reacción española quedó confirmado cuando dos días después llegó una flota enviada desde Sevilla, bien para atrapar al pirata o bien para recuperar la ciudad si es que había sido tomada. La fortuna de Drake duró hasta 1596 en que murió durante una nueva campaña, esta vez fracasada, contra las costas españolas del caribe 